# Serijal o robotima
Serijal o robotima je niz knjiga autora znanstvene fantastike Isaaca Asimova. Serijal se sastoji od kolekcija kratkih priča i romana:
1. Ja, robot (I, Robot, 1950) - 9 priča povezanih u jednu priču
2. Kompletni robot (The Complete Robot, 1982) - zbirka od 31 priče, uključuje sve iz zbirke Ja, robot, ali redoslijed je drugačiji i nisu više povezane u jednu veliku priču
3. Čelične pećine (The Caves of Steel, 1954) - roman
4. Golo Sunce (The Naked Sun, 1957) - roman
5. Roboti zore (The Robots of Dawn, 1983) - roman
6. Roboti i Carstvo (Robots and Empire, 1985) - roman
7. Pozitronski čovjek (The Positronic Man, 1992) - roman napisan s Robertom Silverbergom, na temelju priče Dvjestogodišnjak (The Bicentennial Man) objavljene u zbirci Kompletni Robot
- Između serijala o robotima i serijala o Carstvu prema dogovoru s Asimovom Roger MacBride Allen napisao je tri romana, čiji su likovi roboti, ali koje više ne obvezuju zakoni robotike, jer posjeduju gravitonski mozak, za razliku od pozitronskog:

8. Isaac Asimov's Caliban (1993) Roger MacBride Allen
9. Isaac Asimov's Inferno (1994) Roger MacBride Allen
10. Isaac Asimov's Utopia (1996) Roger MacBride Allen

## Kratke priče
Većina Asimovljevih kratkih priča o robotima smještena je u prvom razdoblju pozitronske robotike i svemirskog istraživanja. Jedinstveno obilježje Asimovljevih robota su tri zakona robotike, fizički ugrađeni u pozitronski mozak robota, a kojima se svi roboti u njegovim djelima moraju pokoravati te koji priječe da se roboti okrenu protiv svojih stvoritelja.
Pripovijesti izvorno nisu bile pisane kao dio veće cjeline, nego im je zajedničko bilo to da govore o pozitronskim robotima - i zaista, postoje nedosljednosti, osobito između kratkih priča i romana. Međutim, sva djela imaju zajedničku temu interakcije ljudi, robota i moralnosti. Neke od priča koje nalazimo u zbirci The Complete Robot i drugim antologijama kao da nisu smještene u univerzum Zaklade. Priča Victory Unintentional (Nenamjerna pobjeda) govori o pozitronskim robotima koji se pokoravaju Trima zakonima, ali i o ne-ljudskoj civilizaciji na Jupiteru. Priča Let's Get Together pak govori o čovjekolikim robotima iz neke drukčije budućnosti, u kojoj robote ništa ne priječi da namjerno usmrte čovjeka.

## Romani
Prva četiri romana o robotima čine serijal o Elijahu Baleyu (ponekad ga zovu i "Lije Baley"), te su uglavnom detektivske priče u kojima glavnu ulogu igraju Zemljanin Elijah Baley i njegov partner, čovjekoliki robot R. Daneel Olivaw. Vrijeme radnje je otprilike 2.000 godina nakon radnje kratkih priča, i uglavnom se priča o sukobima između "Spacera" (Spacers) - potomaka ljudskih naseljenika s drugih planeta - i ljudi s prenapučene Zemlje. Radnja kratke priče Mirror Image, iz antologije The Complete Robot, također je smještena u ovom vremenskom razdoblju (između romana Golo Sunce i Roboti zore) te se u njoj javljaju i Baley i Olivaw. Jedna druga kratka priča (koju nalazimo u antologiji The Early Asimov), Majka Zemlja (Mother Earth), smještena je u vrijeme otprilike tisuću godina prije romana o robotima, u trenutak kada su se svjetovi "Spacera" odlučili osamostaliti.

## Inspiracija
Jedan od izvora inspiracije za Asimova bili su "Zoromi", rasa mehaničkih ljudi koja se javlja u kratkoj priči iz 1931. pod naslovom The Jameson Satellite, od autora Neila Jonesa. Asimov je priču pročitao kad je imao 11 godina, te ju je kasnije priznao kao izvor inspiracije u antologiji Before the Golden Age (1975), koja govori o znanstvenoj fantastici u 30-im godinama 20. stoljeća. Tu Asimov govori o znanstvenoj fantastici koju je čitao dok je odrastao.

## Spajanje s drugim serijalima
Asimov je kasnije serijal o robotima uklopio u svoj sveobuhvatni serijal o Zakladi, i to tako što se R. Daneel Olivaw ponovno javio dvadeset tisuća godina kasnije u doba Galaktičkog carstva, u nastavcima i prequelima ("Prednastavcima") originalnoj Trilogiji o Zakladi; a u posljednjoj knjizi iz serijala o robotima - Robotima i Carstvu - saznajemo kako su naseljeni svjetovi koji će kasnije činiti Carstvo, te kako je Zemlja postala radioaktivna (što se prvi put spominje u Kamenčiću na nebu).
Zanimljivo je da roman Zvijezde, prah nebeski izričito tvrdi da je Zemlja postala radioaktivna zbog nuklearnog rata. Asimov je kasnije pojasnio da je razlog takvom shvaćanju u svijetu Zaklade bio taj da je to shvaćanje oblikovano od strane Zemljana mnogo stoljeća nakon samog događaja, te da je ono postalo iskrivljeno zbog gubitka većeg dijela povijesnih podataka o samom planetu Zemlji. Ovo se djelo općenito smatra dijelom serijala o carstvu, no ono izravno ne spominje ni Trantor ni svjetove "Spacera".

## Drugi autori
Antologija iz 1989. pod naslovom Prijatelji Zaklade (Foundation's Friends) sadrži zbirke priča o pozitronskim robotima: Balance od autora Mikea Resnicka, Blot od Hala Clementa, PAPPI od Sheile Finch, Plato's Cave od Paula Andersona, The Fourth Law of Robotics od Harryja Harrisona te Carhunters of the Concrete Prairie od autora Roberta Sheckleya. Sva navedena djela ipak nisu u potpunosti usklađena s Asimovljevim pričama. Navedena antologija također sadrži djelo Strip-Runner od Pamele Sargent, čija je radnja smještena u doba romana o Elijahu Baleyu.
Netom prije smrti 1992., Asimov je odobrio nacrt triju romana (Caliban, Inferno, Utopia) autora Rogera MacBridea Allena, čija je radnja smještena između Robota i Carstva i serijala o Carstvu, pripovijedajući o teraformiranju "spacerskog" planeta Inferna i robotskoj revoluciji kojoj je povod bilo stvaranje robota "bez zakona" ("No Law" Robot), a onda i robota novog zakona (New Law Robots).
Postoji također još jedan niz romana napisanih od strane raznih autora (Isaac Asimov's Robots series/Robot City series/Robots and Aliens series/Robots in Time series), koji jest labavo povezan sa serijalom o robotima, ali s druge strane sadrži mnogo nesuglasja s Asimovljevim knjigama pa se uglavnom ti romani ne smatraju dijelom zbirke.

## Asimovljevi roboti na velikom ekranu
Godine 1963. u američkoj televizijskoj seriji The Outer Limits prikazana je epizoda pod naslovom "Ja, robot", koja se temeljila na Asimovljevoj zbirci kratkih priča Ja, robot i djelu Suđenje Adamu Linku, robotu (The Trial of Adam Link, Robot) autora Eanda Bindera. Iako je lik Adama Linka nastao prije nego što je Asimov napisao svoje prve priče o robotima, njegovo je ponašanje ukazivalo na postojanje Prvoga zakona robotike.
Prva filmska verzija Asimovljevih priča o robotima bilo je pet epizoda britanske televizijske serije Out of the Unknown, koje se temelje na djelima Čelične pećine (1964), "Zadovoljstvo zajamčeno" ("Satisfaction Guaranteed"; 1966), "Rezon" ("Reason"; u epizodi "Prorok"/"The Prophet"; 1967), "Lažov!" ("Liar!"; 1969) i Golo Sunce (1969).
Od 1987. do 1994. u seriji Zvjezdane staze: Nova generacija lik Date bio je jedan od glavnih aktera serijala. Njegov se pozitronski mozak izravno temelji na Asimovljevim opisima, a u seriji se na još nekoliko mjesta upućuje na Isaaca Asimova.
Godine 1999. prema noveli Dvjestogodišnjak (The Bicentennial Man) je snimljen film u kojem glavnu ulogu glumi Robin Willliams.
Krajem 1970-ih Harlan Ellison je napisao scenarij koji se temeljio na Asimovljevoj knjizi Ja, robot. Film nikada nije snimljen, ali je scenarij objavljen u obliku knjige pod naslovom: Ja, robot: Ilustrirani scenarij (1994).
Snimljen je film s naslovom Ja, robot koji sadrži niz likova iz istoimene zbirke kratkih priča, no prvotno nije imao nikakvih dodirnih točaka s Asimovljevim djelima. Scenarij za film pod naslovom Hardwired je 1995. napisao Jeff Vintar. Film, u kojem glavnu ulogu glumi Will Smith, je izišao srpnju 2004.

## Kulturni utjecaj
Tri zakona robotike često se koriste u znanstvenofantastičnim romanima drugih autora, no tradicija nalaže da jedino dr. Asimov izričito citira te zakone.
Fiktivni likovi drugi časnik Data, njegov najstariji brat B-4 i njegov zli brat Lore iz serije Zvjezdane staze: Nova generacija su androidi s pozitronskim mozgovima - u čast Asimovljevim robotima. Data slijedi kodeks ponašanja koji je u mnogočemu nalik Trima zakonima robotike (u jednoj ih se epizodi i spominje), a njegovi rođaci ne. Drugi likovi u seriji spominju Datine "etičke i moralne potprograme", iz čega se da naslutiti da oni nisu uvijek na prvom mjestu kada Data donosi odluke, nego se pak aktiviraju u izrazito stresnim situacijama. Ovo objašnjava zašto Data nije imao problema s "mentalnim zaleđivanjem" ("mental freeze-out") ili "roblock-om" (pojmom koji se koristi u Robotima zore) koji pogađa Asimovljeve robote. Data je prikazan kao onaj koji dobro većine stavlja ispred dobra pojedinca, što je jedna verzija nultog zakona robotike.

## Vanjske poveznice
- Detaljna kronologija univerzuma robota i Zaklade (na engleskom)
- Redoslijed čitanja 15 knjiga kako to preporučuje Isaac Asimov (na engleskom)  Arhivirana inačica izvorne stranice od 16. svibnja 2006. (Wayback Machine) Preuzeto iz "Author's Note" u: Prelude to Foundation, Doubleday 1988, tvrdi uvez.